# Sailauf
Sailauf est une commune allemande de Bavière, située dans l'arrondissement d'Aschaffenbourg et le district de Basse-Franconie.

## Géographie

Situation de Sailauf dans l'arrondissement d'Aschaffenbourg

Sailauf est située dans le massif du Spessart, à 9 km au nord-est d'Aschaffenbourg. la commune est composée des deux villages suivants (population en janvier 2011) :
- Sailauf (2 924)
- Eichenberg (842)

Communes limitrophes (en commençant par le nord et dans le sens des aiguilles d'une montre) : Blankenbach, Sommerkahl, Laufach, Bessenbach et Hösbach.

## Histoire
La première mention écrite du village de Sailauf date de 1189, elle était alors la résidence des seigneurs de Sigilovfe, dont est dérivé le nom du village. Cependant, la première église St Vitus fut construite dès le XIe siècle.
Au début du XIIIe siècle, le village fut la propriété des comtes de Rieneck. En 1265, l'archevêque de Mayence, Werner von Eppstein, fait édifier un château de chasse qui est baptisé Weyberhöfe, le village apparient alors aux domaines de l'Électorat de Mayence. La grande peste de 1349 extermine presque les habitants de la contrée et, en 1552, le château est détruit.
Sailauf souffre de graves destructions au cours de la Guerre de Trente Ans au XVIIe siècle. En 1814, le village rejoint le royaume de Bavière.
Lors des réformes administratives des années 1970, la commune d'Eichenberg, qui appartenait à l'arrondissement d'Alzenau, fusionne avec Sailauf.

## Démographie
Village de Sailauf :
| 1910  | 1933  | 1939  |
| ----- | ----- | ----- |
| 1 064 | 1 328 | 1 372 |

Commune de Sailauf dans ses limites actuelles :
| 1840  | 1871  | 1900  | 1910  | 1925  | 1933  | 1939  | 1950  | 1961  |
| ----- | ----- | ----- | ----- | ----- | ----- | ----- | ----- | ----- |
| 1 444 | 1 425 | 1 392 | 1 533 | 1 744 | 1 834 | 1 847 | 2 445 | 2 747 |

| 1970  | 1987  | 2000  | 2003  | 2009  | - | - | - | - |
| ----- | ----- | ----- | ----- | ----- | - | - | - | - |
| 2 942 | 3 205 | 3 739 | 3 751 | 3 581 | - | - | - | - |